# Flügespitz
Der Flügespitz (teils auch als Flügenspitz genannt) ist ein Berg bei Amden im Schweizer Kanton St. Gallen. Er ist 1701 m hoch und steht ungefähr 1,5 km nordwestlich des Leistchamm (2101 m). Der Berg ist für Wanderer gut begehbar und teils bewaldet.